# 아스코르브산
아스코르브산(영어: ascorbic acid) 또는 아스코르브산염(아스코르빈산의 음이온)은 항산화 물질의 특성을 가지고 있는 유기 화합물이다. 아스코르브산은 비타민 C의 하나로, 락톤 구조를 가지고 있고, 분자식은 C
6H
8O
6이다. 아스코르브산은 광학 활성 화합물로, 분자량은 176.13 g/mol, CAS 등록 번호는 [50-81-7]이다. 식품첨가물의 산화 방지제로 넓게 사용된다.

## 아스코르브산 산화효소
아스코르브산 산화효소(ascorbic酸酸化酵素) 또는 아스코르비나아제(ascorbinase)은 (생)화학적으로 엘(L)-아스코르브산이 산화되어 디히드로아스코르브산(DHA,Dehydroascorbic acid)으로 전환되는 반응을 촉매하는 호기적 산화 효소이다. 이 반응에서는 과산화 수소가 생기지 않는다.

## 탈수소아스코르브산
탈수소 아스코르브산(脫水素←ascorbic酸) 또는 디하이드로아스코르브산(DHA,Dehydroascorbic acid)은 ‘아스코르브산’의 산화에 의해 생기는 침상 결정 물질 또는 그 기작에서 이를 가리킨다.